# Теракт у Кхарі (2023)
Вибух на політичному мітингу ісламістів у Пакистані — терористичний акт, скоєний терористом-смертником у місті Кхар, північно-західній провінції Пакистану Хайбер-Пахтунхва в неділю 30 липня 2023 року. Через вибух загинуло щонайменше 55 людей та поранено близько 200.

## Передісторія
Наприкінці XX і на початку XXI століть Північно-Західний Пакистан часто піддавався нападам ісламістів. У 2004 році їх напади переросли у заколот. 25 грудня 2010 року в місті стався терористичний акт, загинули щонайменше 45 людей, ще понад 100 отримали поранення. Теракти також відбувалися у 2013, 2015, 2022 та 2023 роках

## Подія
30 липня 2023 року в Кхарі — північно-західному місті Пакистану проходив мітинг прихильників лідера північно-західного району країни Баджаур. Офіцер поліції Назір Хан повідомив, що релігійна політична партія Джаміат Улема Іслам, керована Мауланом Фазлур Рехманом, організувала свій з'їзд. Засідання делегатів було перервано вибухом, який забрав життя щонайменше 55 людей, а ще близько 135 отримали поранення. Імовірно, вибуховий пристрій привів у дію смертник. Усіх поранених було доставлено до лікарні. 31 липня Ісламська держава — провінція Хорасан взяла на себе відповідальність за теракт смертника.

## Реакція
У день вибуху жодне угруповання не взяло на себе відповідальність за теракт.
Пакистанський Талібан засудив вибух, як і Забіулла Муджахід, речник афганського Талібану. У повідомленні в Twitter Муджахід написав: «Такі злочини не можуть бути виправдані жодним чином». Прем'єр-міністр Шахбаз Шариф засудив вибух і висловив співчуття сім'ям загиблих. У заяві міністра закордонних справ його партії Білаваля Зардарі «висловив глибокий жаль у зв'язку з втратою безцінних життів», а також сказав, що «терористів, їхніх помічників необхідно знищити, щоб у країні встановився мир». Міністр внутрішніх справ Маріюм Аурангзеб заявив у соціальних мережах, що «релігія терористів — це лише тероризм. Припинення тероризму дуже важливо для виживання та цілісності Пакистану».